# تویوتا یاریس
تویوتا یاریس (به انگلیسی: Toyota Yaris) یک خودروی کامپکت کوچک است که از سال ۱۹۹۹ توسط تویوتا و به‌عنوان جایگزین خودروهای تویوتا استارلت و تویوتا ترسل تولید و فروخته می‌شود. تویوتا از نام «یاریس» در نسخه‌های صادراتی مدل‌های مختلف بازار ژاپن استفاده کرده‌است، در حالی که در برخی بازارها وسایل نقلیه مشابهی را تحت نام تویوتا اکو از سال ۲۰۰۵ موجود است. در ژاپن نیز تا سال ۲۰۲۰، این خودرو با نام تویوتا ویتز ارائه می‌شد.  از سال ۲۰۱۹ تویوتا برای مزدا مدل مزدا ۲ را براساس همان یاریس به بازار عرضه کرد.
نام «یاریس» برگرفته از «کریس» به معنی جذابیت و زیبایی یا «کریتیز»، الههٔ یونانی گرفته شده‌است. برای مدل نسل چهارم، نام «یاریس» در سراسر جهان از جمله ژاپن (جایگزین نام «ویتز») مورد استفاده قرار گرفت. تا مارس ۲۰۲۰، ۸٫۷۱ میلیون یاریس در جهان فروخته شده‌است.